# Polyonax mortuarius
Polyonax mortuarius es la única especie conocida del género dudoso extinto  Polyonax  (“el señor de los muchos”) de dinosaurio ceratopsiano ceratópsido, que vivió a finales del período Cretácico, hace aproximadamente 67 y 65 millones de años, en el Maastrichtiense, en lo que es hoy Norteamérica. Encontrado en los Estados Unidos, se piensa que proviene de la Formación Denver, en el Río South Plate, Colorado.
Durante una expedición en 1873 al oeste de los Estados Unidos, el paleontólogo Cope recogio el material que hoy conforma al género. Catalogado como  AMNH 3950, el material tipo incluye tres vértebras dorsales, material de una pata trasera y material de cuernos de un individuo juvenil. Aunque fuera mezclado brevemente con restos de hadrosáuridos, y considerado un posible sinónimo de Trachodon, fue incluido en la primera monografía sobre los dinosaurios con cuernos (1907), y degradado a material indeterminado. Hoy día el nombre no es usado, más que como una curiosidad histórica, ya que fue dado antes que los dinosaurios con cuernos fueran reconocidos como grupo. En el listado más reciente de ceratopsianos es colocado como material dudoso. En algunas ocasiones fue incluido como sinónimo de Agathaumas, o Triceratops, pero el material tipo es muy pobre para lograr esto.